# Aucha triphaenoides
Aucha triphaenoides là một loài bướm đêm trong họ Noctuidae.